# Dollar

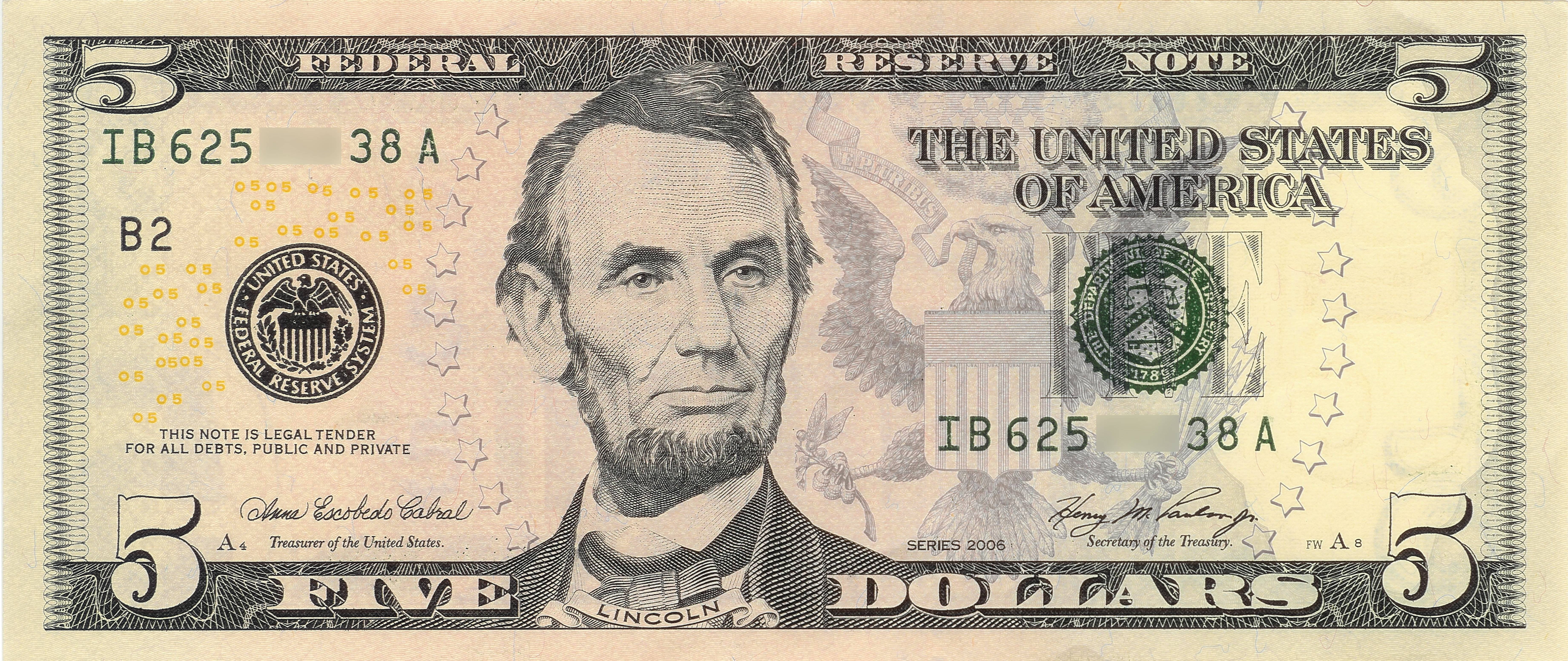
US-Dollar als Währung der USA: hier eine 5-Dollar-Banknote (Vorderseite) mit dem Porträt Abraham Lincolns

Dollar ist der Name verschiedener Währungen. Die gegenwärtig wohl bekannteste Dollarwährung ist der US-Dollar der Vereinigten Staaten, der die weltweit wichtigste Leitwährung ist.

## Namensherkunft und Entstehung

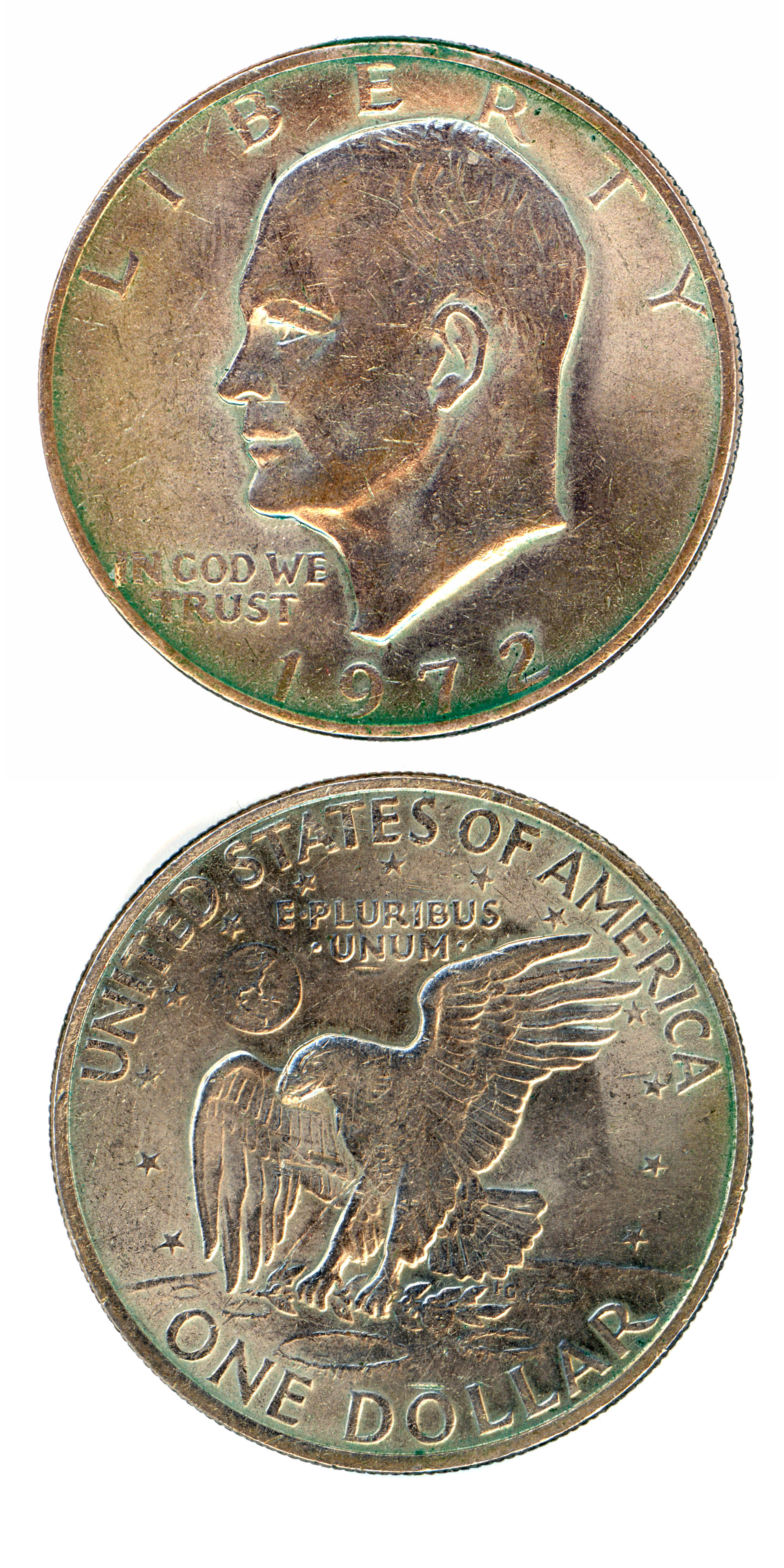
Eisenhower-Dollar (1972) mit dem Porträt von US-Präsident Eisenhower

Das Wort Dollar leitet sich von der deutschen Münzbezeichnung Taler ab, die im
Niederdeutschen Daler entspricht. Taler bzw. Thaler war die Kurzbezeichnung des Joachimstalers, einer Silbermünze im Wert eines Guldens. Dieser Taler stammte aus den Minen der nordböhmischen Stadt Sankt Joachimsthal, dem heutigen, zu Tschechien gehörigen Jáchymov. Der Name Dolaro oder Dolares tauchte zum ersten Male unter Kaiser Karl V. zur Unterscheidung der umlaufenden verschlechterten 8-Reales-Stücke (Peso) gegen die im Silbergehalt vollwertigen Stücke auf. Der Name Dolaro entstand in Anlehnung an den niederländischen daalder (Taler), als die Niederlande unter spanischer Besatzung standen.
Erste offizielle Dolaros ließ König Philipp II. von Spanien ab 1575 in Potosí (heute Bolivien) prägen. Sie waren gleichgewichtig mit den niederländischen Philippusdaalders und wurden häufig von englischen Freibeutern (Kaperschiffen) erbeutet. Dadurch kamen sie in die britischen Nordamerikakolonien und wurden so ein begehrtes (Ersatz-)Zahlungsmittel mangels ausreichender englischer Gelder (Silver-Crowns). Erste Dollars ließ dann Königin Elisabeth I. von England offiziell ab 1600 prägen und diese dann über die britische East India Company in ihren Kolonien verbreiten.
Im Rahmen der Ablösung vom britischen Mutterland wollten die amerikanischen Kolonien nicht das englische Pfund als Währung haben. Da das Prägen von eigenen Münzen 1704 von den Briten verboten wurde, behalf man sich mit anderen Währungen, insbesondere den spanish dollars aus Mexiko. Nach dem 1775 begonnenen Unabhängigkeitskrieg wurde ein eigenes Währungskonzept entwickelt und 1787 wurden die ersten Dollar-Münzen geprägt. Das amerikanische Münzgesetz vom 2. April 1792 (Coinage Act of 1792) erklärte den „spanischen Dollar oder Peso“ mit einem Silberfeingewicht von 371,25 grains oder umgerechnet 24,056 g zur Hauptwährungseinheit. Es galt:
1 Dollar=10 Dimes=100 Cents.
Gleichzeitig war noch eine 10-Dollar-Goldmünze zu 24,7 grains fein (feinkörnig) vorgesehen, was einem Gold/Silber-Wertverhältnis von 1:150 entsprach. Jeder Bürger konnte fortan auch Gold- und Silbermünzen nach diesen gesetzlichen Münzfüßen – bei einer entsprechenden Edelmetallanlieferung – privat ausmünzen und sich so sein Geld mit staatlichem Münzbild „herstellen“ lassen.
Am 14. März 1900 wurde vom Kongress ein Gesetz verabschiedet, das ausdrücklich die reine Goldwährung bestimmte. Dafür mussten andere Zahlungsmittel wie die Greenbacks und Schatznoten in Gold  umgetauscht werden. Auch die zuvor ausgegebenen Silbermünzen und Silber-Schatzscheine hatten sich nicht als hilfreich zur Stabilisierung des Zahlungssystems erwiesen.
Sprachlich verwandt ist auch die ehemalige Währung Tolar des Staates Slowenien (1991–2007).

## Dollarzeichen

Dollarzeichen mit einem Strich, kann aber auch mit zwei Strichen (ursprüngliche Version) abgebildet werden

Das Währungssymbol für den Dollar ist das Dollarzeichen $, es taucht spätestens in den 1770er Jahren zunächst in Handschriften im Geschäftsverkehr zwischen Mexiko und den britischen Kolonien Nordamerikas zur Kennzeichnung der spanischen Währung auf. Die Herkunft lässt sich nicht eindeutig belegen, es ist aber wahrscheinlich, dass es sich im Laufe der Zeit aus der handschriftlichen Abkürzung Ps für Peso(s) oder Piaster (ursprünglich Gewichtsmaße) entwickelt hat.
Das Dollarzeichen wird als großes S mit früher zwei senkrechten Strichen, heute meist mit nur einem senkrechten Strich dargestellt. Oft wird das Zeichen auch als Symbol für die Säulen des Herakles (die zwei senkrechten Striche) gesehen, die den (spanischen) Anspruch auf überseeische Herrschaft symbolisieren. Die geschwungene S-Linie wäre in diesem Fall ein stilisiertes „Spruchband“. Das Spruchband war ursprünglich auf den 8-Reales-Stücken des 16./17. Jahrhunderts als Bestandteil des spanischen Wappens aufgeprägt und gehört noch immer zum Wappen Spaniens.
Entgegen weitverbreiteter Ansicht entstand das Dollarzeichen nicht durch Überlagerung der Buchstaben U und S zu $.

## Dollar-Währungen

Länder mit der Währung US-Dollar
Länder mit einer anderen Dollarwährung
Länder, die früher eine Dollarwährung hatten